# マイケル・グロス
マイケル・グロス（英: Michael Gross、1947年6月21日 - ）は、アメリカ合衆国イリノイ州シカゴ生まれの俳優・声優。『ファミリータイズ』や『トレマーズシリーズ』で知られている。

## 生い立ち
1947年にシカゴで生まれる。母親はテレフォン・オペレーターで父親はツール・デザイナーであった。グロスは妹メアリー・グロスと共にカトリックとして育ち、シカゴのセント・フランシスコ・ザビエル・スクールに通学した。ケルヴィン・パーク高等学校を卒業後はイリノイ大学シカゴ校に進学して演劇学位を専攻した後、イェール大学へ進学する。妹メアリーは『サタデー・ナイト・ライブ』のレギュラーを務めるなど女優・声優として活動し、従兄には俳優のロン・マサックがいる。

## キャリア

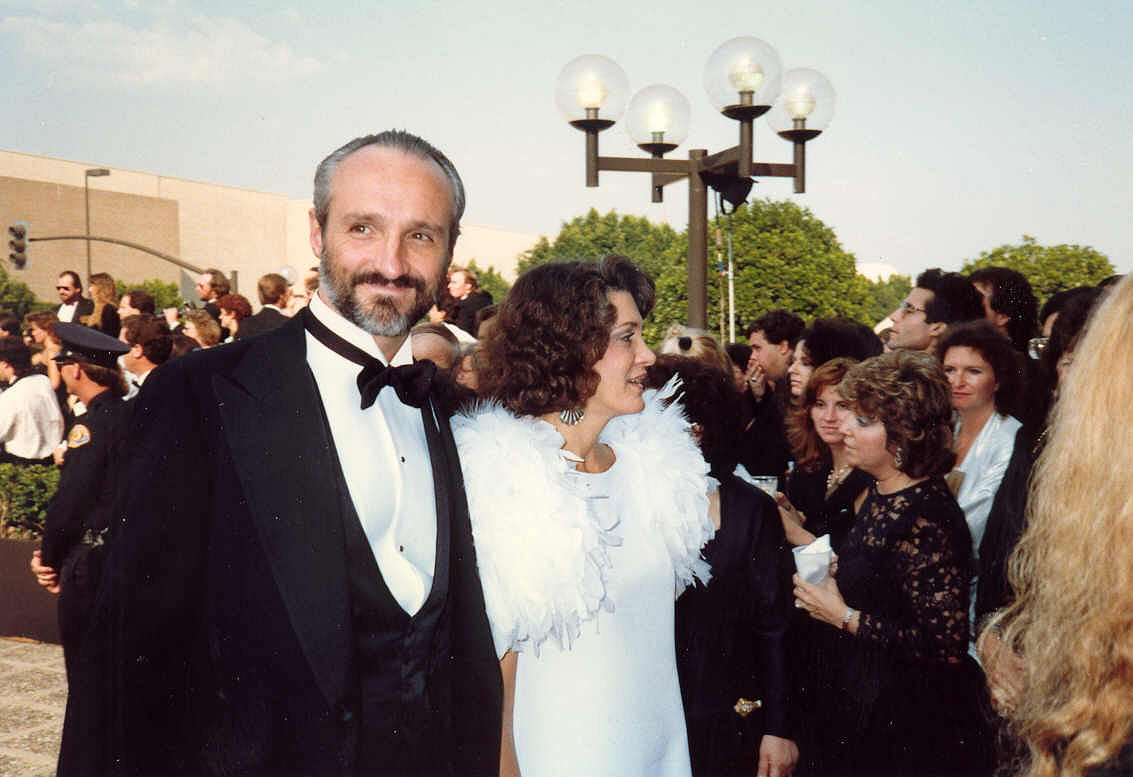
第39回エミー賞授賞式に出席するグロス

グロスの著名な出演作品として『ファミリータイズ』のスティーヴン・キートン役があり、日本でもモンスター・パニック映画として知られる『トレマーズ』シリーズでも知られている。同シリーズには全作品に出演しており、演じたバート・ガンマーは彼の当たり役となった。
その他にも『Night Court』『FBI/ 男たちの闘争』『ボストン・リーガル』『ママと恋に落ちるまで』『バットマン・ザ・フューチャー』『ER緊急救命室』『パークス・アンド・レクリエーション』『ロー&オーダー』『LAW & ORDER:性犯罪特捜班』『LAW & ORDER:犯罪心理捜査班』『ザ・ヤング・アンド・ザ・レストレス』などのテレビシリーズに出演しており、『スピン・シティ』ではマイケル・J・フォックスの最後の出演回にカメオ出演している。

## 私生活
鉄道ファンとして、鉄道に関するアンティークをコレクションしたり、鉄道写真を撮りに行くほど鉄道好きとしても知られている。2009年にはボルチモア・アンド・オハイオ鉄道博物館の『セレブリティ・スポークスマン』となった。
1984年にキャスティング・ディレクターと結婚しており、2児の父親でもある。

## 出演作品

### 映画
| 公開年 | 邦題 原題                                                                     | 役名                               | 備考             |
| ------ | ----------------------------------------------------------------------------- | ---------------------------------- | ---------------- |
| 1975   | 少女スーナー A Girl Named Sooner                                              | ジム                               | テレビ映画       |
| 1983   | 北極への挑戦 Cook & Peary: The Race to the Pole                               | ジェームズ                         | テレビ映画       |
| 1988   | ビッグ・ビジネス Big Business                                                 | ジェイ・マーシャル                 |                  |
| 1988   | FBI/ 男たちの闘争 In the Line of Duty: The F.B.I. Murders                     | ウィリアム・ラッセル・マティックス | テレビ映画       |
| 1990   | トレマーズ Tremors                                                            | バート・ガンマー                   |                  |
| 1991   | FBI/ 男たちの闘争3 In the Line of Duty: Manhunt in the Dakotas                | リチャード・メイベリー             | テレビ映画       |
| 1991   | クール・アズ・アイス Cool as Ice                                              | ゴードン                           |                  |
| 1992   | ルーカス・ハースの14歳のメモリー Alan & Naomi                                 | ソル・シルヴァーマン               |                  |
| 1993   | 極寒の1000マイル Snowbound: The Jim and Jennifer Stolpa Story                 | ケヴィン                           | テレビ映画       |
| 1993   | マック★テン/ MAC★10 In the Line of Duty: The Price of Vengeance               | トム・ウィリアムズ                 | テレビ映画       |
| 1994   | アバランチ/雪崩 Avalanche                                                     | ブライアン・ケンプ                 | テレビ映画       |
| 1995   | ダークサイド/ 危険な目覚め Awake to Danger                                    | ベン・マクアダムス                 | テレビ映画       |
| 1996   | ハイジャック285 Hijacked: Flight 285                                          | ベン・ホーン                       | テレビ映画       |
| 1996   | トレマーズ2 Tremors II: Aftershocks                                           | バート・ガンマー                   |                  |
| 1996   | ブロスリターンズ/やつらはふたたび帰ってくる Sometimes They Come Back... Again | ジョー・ポーター                   | ビデオ映画       |
| 1996   | エド・マクベインの87分署 -熱く長い夜- Ed McBain's 87th Precinct: Ice          | ピーター・バーンズ                 | テレビ映画       |
| 1997   | トゥルー・ハート True Heart                                                   | ディック                           |                  |
| 1998   | グランドコントロール 乱気流 Ground Control                                    | マーレイ                           |                  |
| 2001   | トレマーズ3 Tremors 3: Back to Perfection                                     | バート・ガンマー                   | オリジナルビデオ |
| 2004   | トレマーズ4 Tremors 4: The Legend Begins                                      | ハイラム・ガンマー                 | オリジナルビデオ |
| 2005   | ミセス・ハリスの犯罪 Mrs. Harris                                              | レスリー・ジェイコブソン           | テレビ映画       |
| 2008   | 紀元前1億年 100 Million BC                                                    | フランク・レノ博士                 | ビデオ映画       |
| 2012   | 青い目の殺人 Blue-Eyed Butcher                                                | ロン・ライト                       | テレビ映画       |
| 2015   | トレマーズ ブラッドライン Tremors 5: Bloodlines                               | バート・ガンマー                   | オリジナルビデオ |
| 2018   | トレマーズ コールドヘル Tremors: A Cold Day in Hell                           | バート・ガンマー                   | オリジナルビデオ |
| 2020   | トレマーズ 地獄島 Tremors: Shrieker Island                                    | バート・ガンマー                   | オリジナルビデオ |

### テレビシリーズ
| 放映年    | 邦題 原題                                                     | 役名                     | 備考          |
| --------- | ------------------------------------------------------------- | ------------------------ | ------------- |
| 1982-1989 | ファミリータイズ Family Ties                                  | スティーブン・キートン   | 176エピソード |
| 1996      | 新アウターリミッツ The Outer Limits                           | スタンリー               | 1エピソード   |
| 1999      | アリー my Love Ally McBeal                                    | ミスター・ヴォルピ       | 1エピソード   |
| 2000      | ロー&オーダー Law & Order                                     | カール・ブラドック       | 1エピソード   |
| 2000      | スピン・シティ Spin City                                      | ピーターセン博士         | 1エピソード   |
| 2001-2004 | ER緊急救命室 ER                                               | ジャック・カーター       | 6エピソード   |
| 2002      | LAW & ORDER:犯罪心理捜査班 Law & Order: Criminal Intent       | チャールズ・ウェブ       | 1エピソード   |
| 2002      | LAW & ORDER:性犯罪特捜班 Law & Order: Special Victims Unit    | アーサー・エスターマン   | 1エピソード   |
| 2003      | トレマーズ・ザ・シリーズ Tremors                              | バート・ガンマー         | 13エピソード  |
| 2005      | CSI:ニューヨーク CSI: NY                                      | トム・エンデコット       | 1エピソード   |
| 2007      | ボストン・リーガル Boston Legal                               | ニコラス・マクリントン   | 1エピソード   |
| 2006-2011 | ママと恋に落ちるまで How I Met Your Mother                    | アルフレッド・モーズビー | 1エピソード   |
| 2008      | ミディアム 霊能者アリソン・デュボア Medium                    | ピーター・バリスター     | 1エピソード   |
| 2008-2009 | ザ・ヤング・アンド・ザ・レストレス The Young and the Restless | リバー・ボールドウィン   | 36エピソード  |
| 2010      | サイク/名探偵はサイキック? Psych                              | コディ・ブレア           | 1エピソード   |
| 2011      | ブラザーズ&シスターズ Brothers & Sisters                      | エドワード・レモンド     | 1エピソード   |
| 2011      | 私はラブ・リーガル Drop Dead Diva                             | ブレイク校長             | 1エピソード   |
| 2011      | ラリーのミッドライフ★クライシス Curb Your Enthusiasm          | リブキン博士             | 1エピソード   |
| 2012      | CSI:科学捜査班 CSI: Crime Scene Investigation                 | ロブ・オースティン       | 1エピソード   |

### テレビアニメ
- バットマン Batman (1993)
- バットマン・ザ・フューチャー Batman Beyond (1999)

## 参照
1. ↑  “Gross, Virginia Ruth”. Chicago Tribune. (2005年3月22日)
2. ↑  David Niles. “Worcester Telegram & Gazette Archives”.   Nl.newsbank.com. 2013年4月22日閲覧。
3. ↑  “Mary Gross”. IMDb. 2015年12月25日閲覧。
4. ↑  “Michael Gross Biography”.   Filmreference.com. 2013年4月22日閲覧。
5. ↑  “Exclusive: Michael Gross Talks Tremors 5”. Dread Central. 2015年12月25日閲覧。
6. ↑  “『トレマーズ』全作出演のマイケル・グロス、25年以上愛されるシリーズの魅力を語る”.   クランクイン! (2018年7月4日). 2018年7月29日閲覧。
7. ↑  Staff. “'Bent' profile”.   IBDB. 2015年12月25日閲覧。
8. ↑  “What's Here– A message from Michael Gross”.   B&O Railroad Museum (2009年). 2009年9月13日時点のオリジナルよりアーカイブ。2009年10月6日閲覧。